# Krzysztof Teobald Zawisza
Krzysztof Teobald (Tadeusz) Zawisza herbu Łabędź (zm. 16 grudnia 1762 w Dworcu) – starosta starodubowski od 1733 roku, starosta lubonicki.
Żonaty z Katarzyną Grabowską i Elżbietą Zarankówną.
Poseł na sejm 1760 roku z powiatu starodubowskiego.